# Vilariño de tras do Convento
Vilariño o Vilariño de tras do Convento es un lugar situado en la parroquia de Santo Estevo de Allariz, del concello de Allariz, en la provincia de Orense, Galicia, España.